# Kamil Kazimierz Józef de Pourbaix
Kamil Kazimierz Józef de Pourbaix „Luks” (ur. 17 grudnia 1913 w Horodcu, poległ 1 września 1939 w bitwie pod Mokrą) – porucznik rezerwy artylerii Wojska Polskiego.

## Życiorys
Drugie dziecko Kamila de Pourbaix i Marii z d. Miączyńskiej de Pourbaix. Uczęszczał do szkoły powszechnej w Antonówce na Horyniem. Następnie do XI Gimnazjum we Lwowie, gdzie zdał maturę w 1931. Studiował na Politechnice Lwowskiej. Był członkiem zarządu (na Politechnice) KSM-u Odrodzenie (1935–1936) we Lwowie.
Ukończył Kurs podchorążych (od 18 września 1933 do 29 czerwca 1934) w Wołyńskiej Szkołę Podchorążych Rezerwy Artylerii im. Marcina Kątskiego we Włodzimierzu Wołyńskim. Następnie ćwiczenia wojskowe odbył w 9 dak w Baranowiczach. Został przeniesiony do rezerwy w stopniu plutonowy podchorąży rezerwy artylerii. Ukończył ćwiczenia aplikacyjne i od 1 stycznia 1936 został awansowany do stopnia podporucznika rezerwy artylerii.
Został zmobilizowany, podobnie jak jego bracia, w sierpniu 1939 z przydziałem dowódcy I plutonu III baterii 2 dywizjon artylerii konnej im. Józefa Sowińskiego, którym dowodził 1 września 1939 w bitwie pod Mokrą. Zginął przy swojej baterii (wedle relacji bohaterską śmiercią), pochowany przez braci (Zdzisława i Kazimierza) w nocy z 1/2 września na cmentarzu w Miedźnie, nieopodal grobowca hr. Miączyńskich. W 1945 odbył się uroczysty pogrzeb. Następnie przeniesiono jego szczątki do wspólnej mogiły żołnierzy Wołyńskiej Brygady Kawalerii poległych pod Mokrą na cmentarzu w Miedźnie.

## Ordery i odznaczenia
- Krzyż Srebrny Orderu Wojennego Virtuti Militari – pośmiertnie, nr 14185
- Krzyż Walecznych

## Rodzeństwo
- Anna Maria Zakrzewska – żona Jana Zakrzewskiego (zginął w Katyniu)
- Zdzisław de Pourbaix – uczestnik kampanii wrześniowej, rozstrzelany przez Niemców w 1943, VM V kl. Nr 14337 oraz KW
- Kazimierz de Pourbaix – ps. „Zahoryński” oficer WP, powstaniec warszawski, VM V kl. oraz KW, dwukrotnie,
- Franciszek de Pourbaix – ps „Piwnicki” uczestnik kampanii wrześniowej, powstaniec warszawski,
- Antoni de Pourbaix – uczestnik kampanii wrześniowej,
- Zofia de Pourbaix – ps. „Zula” łączniczka AK, prowadziła punkt przerzutowy w Szczawnicy, VM V kl. oraz KW.
- Ryszard de Pourbaix – ps. Plątaty, uczestnik powstania warszawskiego,
- Stanisław de Pourbaix,
- Marian de Pourbaix – uczestnik szkoły podchorążych,